# Пођо деле Моле (Рим)
Пођо деле Моле је насеље у Италији у округу Рим, региону Лацио.
Према процени из 2011. у насељу је живело 112 становника. Насеље се налази на надморској висини од 148 м.